# Суворова, Наталья Александровна
Графиня Ната́лья Алекса́ндровна Зу́бова, урождённая Суво́рова, также известная под семейным прозвищем Суво́рочка (1 [12] августа 1775 — 30 марта [11 апреля] 1844, Москва) — русская дворянка, единственная дочь полководца Александра Суворова. Выдана замуж за Николая Зубова, брата последнего фаворита Екатерины II.

## Биография
Родилась в семье Александра Суворова и его жены Варвары, урождённой княжны Прозоровской. Из-за конфликта между родителями Суворочка, так прозвал её отец, недолго жила в родной семье. В 1779 году Екатерина II по просьбе Суворова передала Наталью на воспитание в Смольный институт.
Там она обучалась наравне с остальными девушками на протяжении двенадцати лет. Не отличалась особыми способностями, но приобрела репутацию «доброй, добродетельной маленькой особы». Разъездная жизнь отца не позволяла ему часто видеться с дочерью, но он много писал ей в промежутках между сражениями. Сохранившиеся письма, несмотря на их шутливую форму («в боку пушечная картечь, в левой руке от
пули дырочка, да подо мною лошади мордочку отстрелили…»), полны глубокого нежного чувства отца к дочери:

Суворочка, душа моя, здравствуй... У нас стрепеты поют, зайчики летят, скворцы прыгают на воздухе по возрастам; я одного поймал из гнезда, кормил изо рта, а он ушел домой. Поспели в лесу грецкие да волоцкие орехи. Пиши ко мне изредка. Хоть мне недосуг, да я буду твои письма читать. Моли Бога, чтобы мы с тобой увидались. Я пишу к тебе орлиным пером; у меня один живет, ест из рук. Помнишь, после того я уже не разу не танцовал. Прыгаем на коньках, играем такими большими кеглями железными, насилу поднимаешь, да свинцовым горохом; как в глаз попадет, так и лоб прошибет. Прислал бы тебе полевых цветов, очень хороши, да дорогой бы высохли. Прости, голубушка сестрица. Христос-Спаситель с тобой.
5 марта 1791 года Екатерина II пожаловала графиню Суворову-Рымникскую по заслугам её отца во фрейлины. Однако же по приезде в Санкт-Петербург Суворов забрал дочь из дворца и поселил у Д. И. Хвостова, который был женат на его племяннице, княжне Аграфене Ивановне Горчаковой. Императрица хотя и была этим недовольна, но пожаловала ей свой вензель в 1792 году.

### Замужество
Слава Суворова  сделала его дочь объектом внимания со стороны многочисленных женихов. В её судьбе принимала участие сама императрица. Сначала Суворов хотел отдать дочь за своего офицера Золотухина, но тот погиб под Измаилом. Одним из женихов был князь Д. Н. Салтыков (1767—1826), сын генерал-фельдмаршала князя Н. И. Салтыкова, который желал через брак сына привлечь Суворова на свою сторону, чтобы ослабить влияние при дворе Потёмкина. Но интрига не удалась, и Салтыков отложил помолвку сына на два года.
Следующим кандидатом в женихи был князь С. Н. Долгоруков, но узнав, что Долгоруков состоит в родстве с Салтыковыми, Суворов отказался от этой мысли. Он выбрал для дочери в мужья графа Филиппа Эльмпта, сына своего сослуживца, генерал-аншефа И. К. фон Эльмпта. Но он не нравился Наталье Александровне, не нравился он и родственникам, причина была в его лютеранском вероисповедании. Суворов стоял на своём. Сохранилась переписка в стихах между генералиссимусом и его дочерью по этому поводу:
Уведомляю сим тебя, моя Наташа,

Костюшка злой в руках, взяла вот так-то наша!

Я ж весел и здоров, но лишь немного лих,

Тобою, что презрен мной избранный жених.

Когда любовь твоя велика есть к отцу,

Послушай старика, дай руку молодцу,

Но, впрочем, никаких не слушай, друг мой, вздоров.

Отец твой Александр, граф Рымникский-Суворов.
На что дочь отвечала тоже стихами:
Для дочери отец на свете всех святей,

Для сердца же её любезней и милей;

Дать руку для отца, жить с мужем по неволе,

И Графска дочь ни что, её крестьянка боле.

Что может в старости отцу yтехой быть:

Печальный вздох детей? Иль им в веселье жить?

Все в свете пустяки: богатство, честь и слава,

Где нет согласия, там смертная отрава.

Где ж царствует любовь, там тысяча отрад,

И нищий мнит в любви, что он как Крез богат.
Но на брак  фрейлины требовалось высочайшее согласие, а императрица его не дала. Желая возвысить Зубовых и упрочить их положение, она предложила в мужья своего кандидата графа Николая Зубова, старшего брата фаворита. Зубов посватался к Суворовой и получил согласие. Дело пошло быстро, в феврале 1795 года в Таврическом дворце состоялось торжественное обручение, а 29 апреля свадьба.
Брак оказался неудачным. Наталья Александровна была кроткой, любящей женой, но её муж по натуре был груб, среди его страстей были охота и пьянство, и он не ладил с тестем. Когда в 1797 году у пары родился старший сын, названный по обоим дедам Александром, Суворов писал дочери:
Вы меня потешили тем… Наташа, привези графа Александра Николаевича ко мне в гости, а он пусть о том попросит своего батюшку, твоего мужчину.
В 1798 году император Павел I утвердил завещание Суворова, по которому все имения, бриллианты и деньги отец оставлял любимой дочери. В 1800 году скончался её отец, а в 1801 году её муж принимал активнейшее участие в заговоре с целью убийства императора Павла I. Это все изменило жизнь Натальи Александровны. Она переехала в Москву и некоторое время жила отдельно от мужа.
В августе 1805 года граф Н. А. Зубов скончался. После его смерти Наталья Александровна получила огромное состояние в Петербургской, Московской, Владимирской, Казанской, Симбирской  Оренбургской губернии с почти 10 тыс. крепостных.

### Вдовство

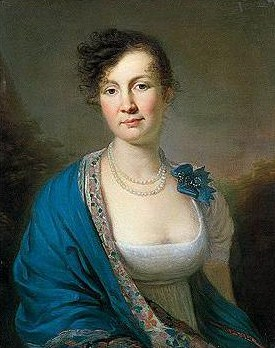
Портрет работы Молинари (1810-е гг.)

Овдовев в тридцать лет, Наталья Александровна посвятила себя воспитанию шестерых детей. Она жила скромно в Москве в собственном доме на Тверской улице, не участвуя в светской жизни. Детей она воспитывала в простоте и благочестии, сыновья в 1810-х годах были зачислены в пажеский корпус, а дочери остались при матери. Зимой москвичи могли видеть, как три дочери графини Зубовой сами разгребали у себя во дворе лопатами снег.
По легенде, когда в 1812 году французская армия подошла к Москве, обременённая потомством Наталья Александровна не успела уехать. И её обоз, и она сама были задержаны французами, которые, узнав, что перед ними дочь великого Суворова, пропустили её с детьми через фронт, отдав воинские почести. В 1831 году император Николай I пожаловал Наталье Александровне орден Святой Екатерины меньшего креста.
В 1833 году переехала «на покой» в подмосковное село Хорошево, передав управление приволжскими поместьями сыну Платону. Скончалась она в марте 1844 года, на её похороны собралась вся Москва. Отпевал её митрополит Филарет. Похоронили Наталью Александровну в семейной усыпальнице Зубовых в Сергиевой пустыни под Петербургом.

### Семья
В браке имела семь детей:
- Александр Николаевич (5.03.1797—20.11.1875), в 1814 году окончил с отличием Пажеский корпус, корнет в Кавалергардском полку, полковник (1825), действительный статский советник (1838). Был женат с 1821 года на княжне Наталье Павловне Щербатовой (1801—1868), дочери князя П. П. Щербатова. Супруги Зубовы были знакомы с Пушкиным. Их внук основатель Гатчинского музея граф Валентин Платонович Зубов (1884—1969), много писал о правлении Павла.
- Платон Николаевич (10.08.1798—16.03.1855), окончил с отличием Пажеский корпус, с 1816 года корнет, поручик; в 1827 году чине ротмистра вышел в отставку, в 1831—1832 годах служил в Министерстве финансов. Обладая хорошем состоянием, живя в Москве и Петербурге, занимался коллекционированием предметов искусства. Награждён королём Франции в 1815 году орденом Лилии. Умер холостым.
- Надежда Николаевна (22.10.1799—10.11.1800)
- Вера Николаевна (31.12.1800—27.02.1863), была замужем за генерал-лейтенантом Владимиром Петровичем Мезенцевым (1781—1833).
- Любовь Николаевна (1802—22.11.1894), с июня 1823 года замужем за генерал-майором Иваном Сергеевичем Леонтьевым (1782—1824), имела единственного сына Михаила (1824—1885). Большую часть жизни провела в родовом имении Воронино, Ярославской губернии. После смерти сына жила в московском Новодевичьем монастыре.
- Ольга Николаевна (05.05.1803—03.07.1882), замужем (с 16 апреля 1824 года)[4] за Александром Степановичем Талызиным (1795—1858), крестником Суворова, участниом кампании 1812—1813 годов; ротмистром, полковником, камергером. В браке имели пять дочерей и четырёх сыновей. Ольга Николаевна в течение 14 лет состояла председательницей Дамского общества попечительства о бедных в Москве. После открытия Московского Мариинского института, она всю жизнь была его попечительницей. Её дело потом продолжила дочь Мария (1834—1904), супруга обер-гофмейстера Б. А. Нейдгардта, их дочь Ольга Борисовна (1859—1944) была замужем за премьер-министром П. А. Столыпиным.
- Валериан Николаевич (27.08.1804—18.11.1857), в 1810 году был зачислен в Пажеский корпус, где обучался с 1817—1823. Служил на военной и дипломатической службе в коллегии иностранных дел. Камер-юнкер (1823). С июня 1831 года был женат на фрейлине, княжне Екатеринe Александровне Оболенской (1811—1843), внучке Ю. А. Нелединского-Мелецкого. Проживал в Москве и Петербурге. Унаследовав от матери имение Фетинино, в 1857 году он завещал его сестре Л. Н. Леонтьевой. Потомства не оставил.

Дети
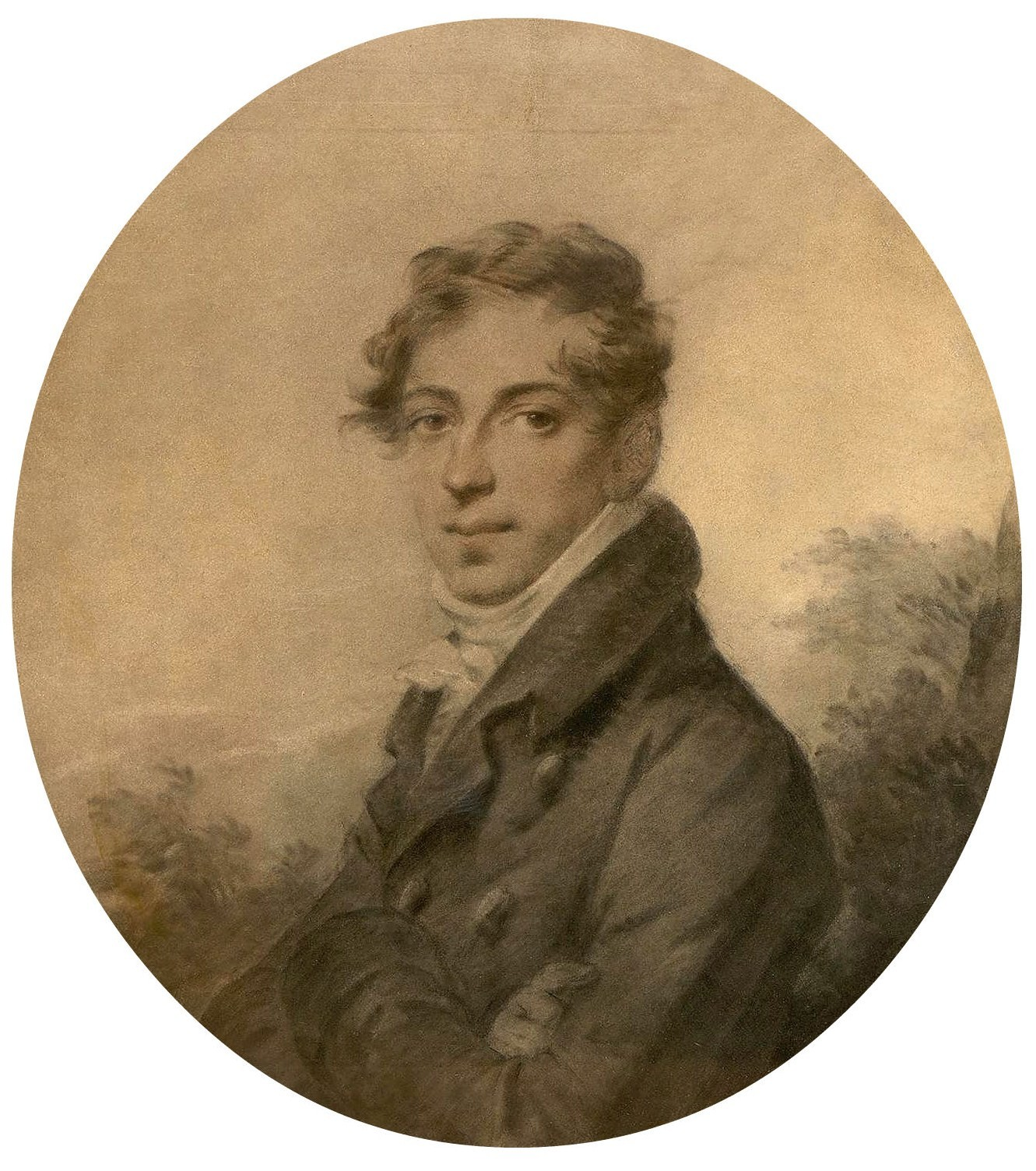
Александр Николаевич, сын
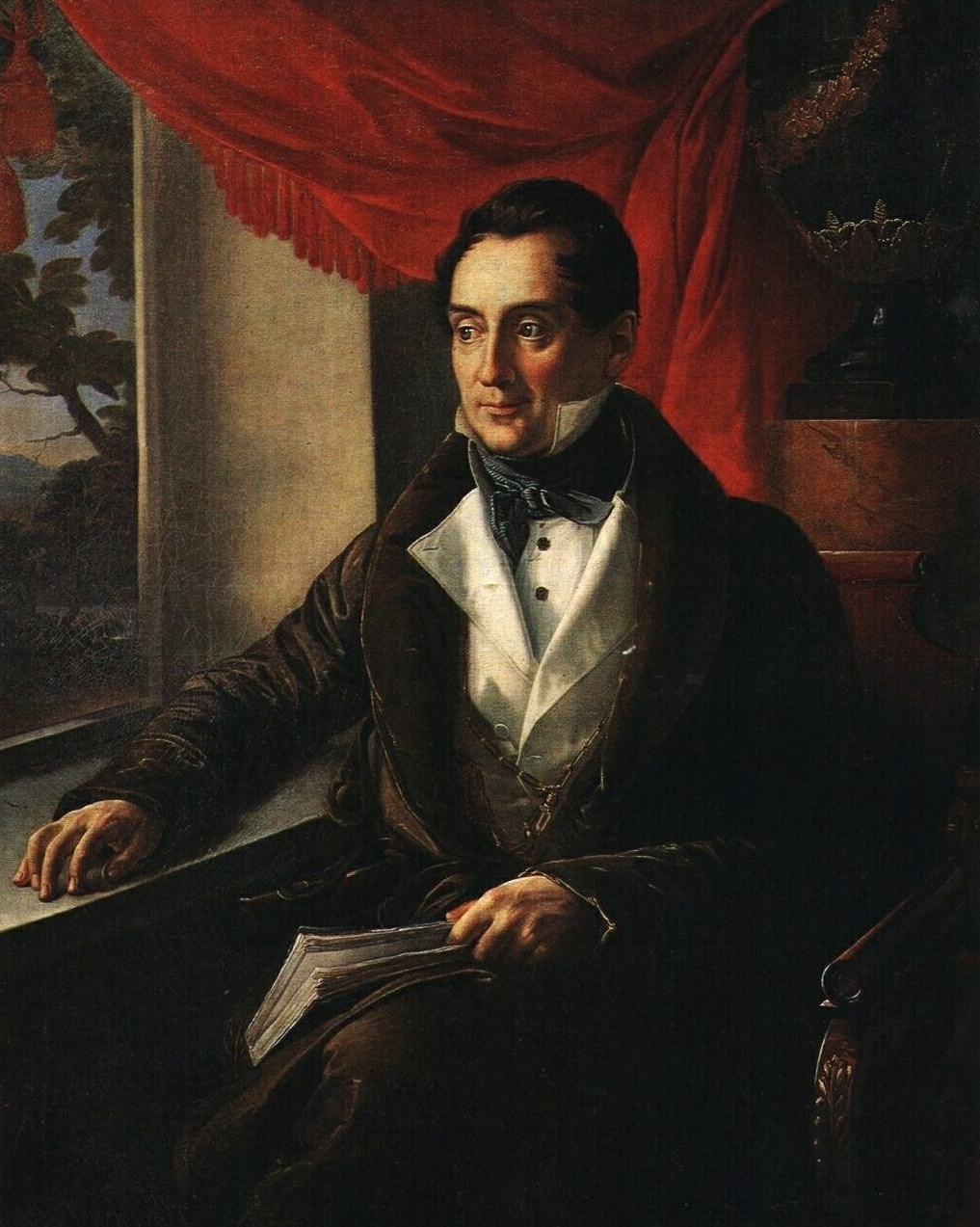
Платон Николаевич, сын
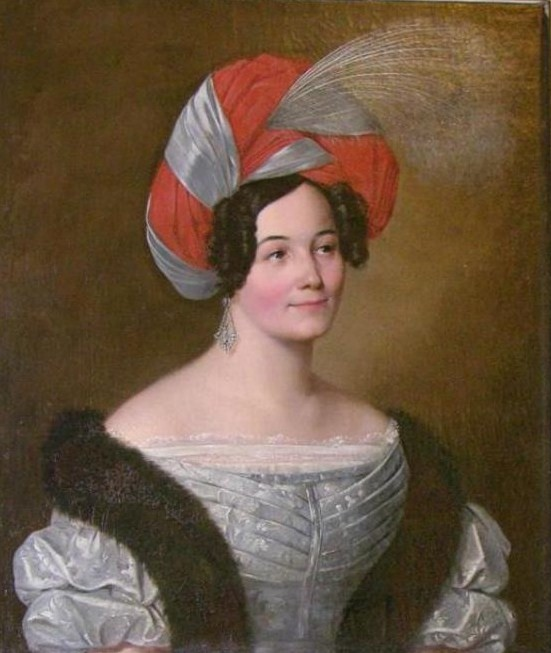
Любовь Николаевна, дочь
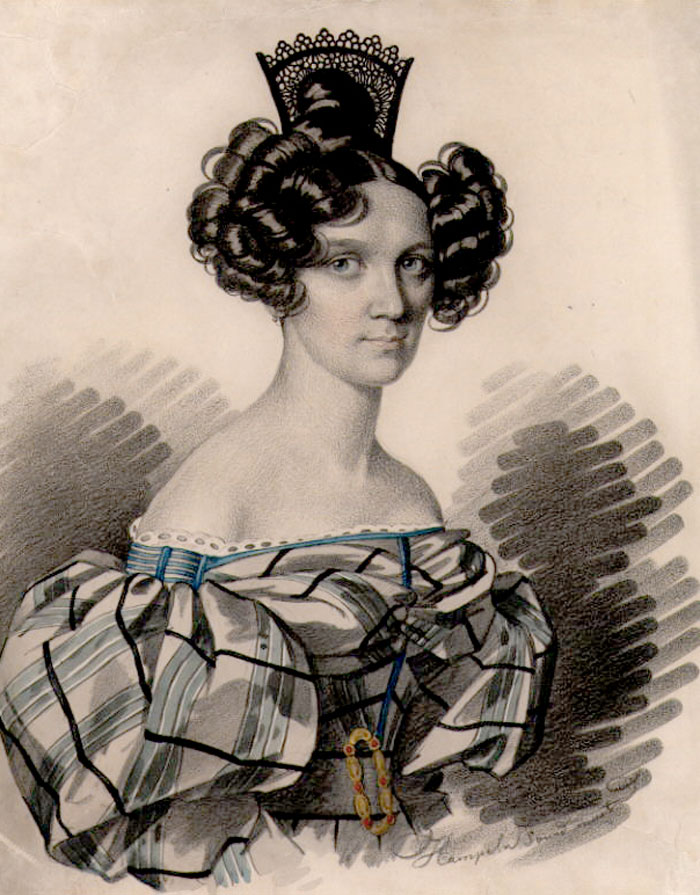
Ольга Николаевна, дочь
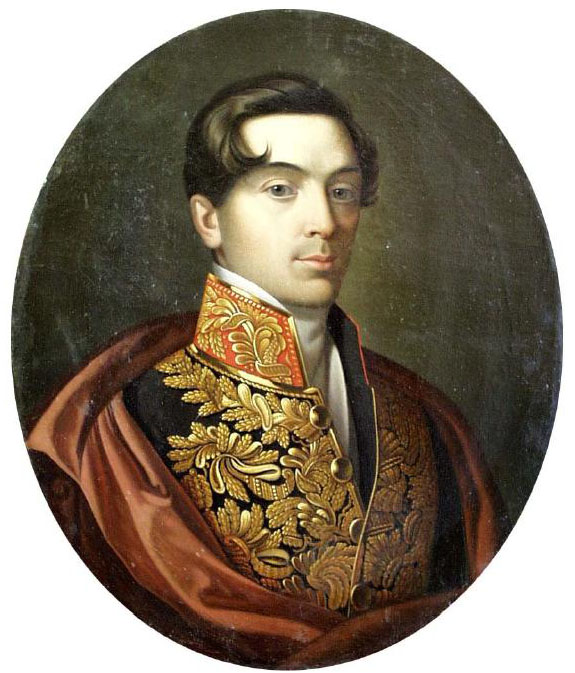
Валериан Николаевич, сын